# Јорон језик
Јорон језик (ISO 639-3: yox) јапански језик јужне амами-окинавске подгрупе рјукјуанских језика, којим говори око 950 људи (2004) на острву Јорон у Јапану, префектура Кагошима.
Разумљивост са другим рјукјуанскм језицима је немогућа или врло тешка. У употреби је и јапански [јпн]. Говоре га углавном старије особе.